# 7353-as mellékút (Magyarország)
A 7353-as számú mellékút egy négy számjegyű országos közút Zala vármegye északi részén. Zalaszentgrót számára biztosít összeköttetést a tőle északkeletre fekvő más települések irányába.

## Nyomvonala
A 7336-os útból ágazik ki, annak 14,550-es kilométerszelvényénél, Zalaszentgrót központjában, északi irányban. Eötvös utca néven indul, ezen a néven halad el az autóbusz-állomásnak is helyet adó Kinizsi tér mellett, de kevesebb, mint 300 méter után északkeleti irányba fordul és ott a Kossuth Lajos utca nevet veszi fel. 800 méter után észak felé kiágazik belőle a 73 355-es út: ez a Zalabér-Batyk–Zalaszentgrót-vasútvonal Zalaszentgrót vasútállomására vezet. Itt az út keletnek fordul, keresztezi a vasútállomás kihúzó vágányait, majd 900. méterénél ismét északkeleti irányba indul, és ugyanott kiágazik belőle kelet felé a 73 202-es út – ez a zsákfalunak számító Tekenye községbe vezet és ott ér véget 4 kilométer után.
Innentől az út neve Türjei utca, a város belterületének széléig, amit 1,5 kilométer megtétele után ér el. Ott majdnem egészen északi irányt vesz és úgy halad egészen a 3,300-as kilométerszelvényéig, a város közigazgatási területének északi pereméig. Ott újból keleti irányba fordul, majd a 3,800-as kilométerszelvényénél, Zalaszentgrót, Türje és Tekenye hármashatára mellett átlép ez utóbbi község területére. Ott csak külterületi részeken halad és pár száz méter után ki is lép onnan, időközben újra észak felé kanyarodva. A 4,800-as kilométerszelvényétől már türjei területen halad, utolsó pár száz méterén már a falu házai között, Szentgróti utca néven. A 7328-as útba torkollva ér véget, annak 14,600-as kilométerszelvényénél. 
5,728
Teljes hossza, az országos közutak térképes nyilvántartását szolgáló kira.gov.hu adatbázisa szerint mindössze 62 méter.

## Hídjai
Legfontosabb hídja a Zalaszentgrót és Türje között, a Nádas-patak fölött átívelő híd, az út 1+984 kilométerszelvényében. A 9,89 méteres nyílásközű, 10,93 méteres teljes szerkezeti hosszú,0,50+7,04+0,50=8,04 méteres pályaszélességű híd 1968-ban épült, a Közlekedési és Postaügyi Minisztérium zalaegerszegi közúti igazgatóságának megbízásából, az Út-, Vasúttervező Vállalat (Kapeller György) tervei alapján. A híd kísérleti jelleggel, kéttámaszú, előregyártott, előfeszített lemezsávos szerkezetként épült, ehhez hasonló szerkezetű híd az egész országban csak egy másik található, Sárszentmihályon. Építésével egy lényegesen szűkebb, mindössze 2,5 méteres nyílásközű boltozatot váltottak le, kialakítása a teljes előregyártásra való törekvés próbálkozása volt, de később az itt használt technológiát nem alkalmazták.